# Matthias Weber
Matthias Weber est un compositeur allemand né le 7 mars 1961.

## Biographie
Matthias Weber est membre du Collectif 50/50 qui a pour but de promouvoir l’égalité des femmes et des hommes et la diversité sexuelle et de genre dans le cinéma et l’audiovisuel,.

## Filmographie
- 1994 : Street Fighter II: Movie
- 1995 : Flipper ("Flipper") (série télévisée)
- 1995 : Un privé à Malibu ("Baywatch Nights") (série télévisée)
- 1996 : Alerte Cobra ("Alarm für Cobra 11 - Die Autobahnpolizei") (série télévisée)
- 1996 : Fall Into Darkness (TV)
- 1997 : Crayola Kids Adventures: 20,000 Leagues Under the Sea (vidéo)
- 1999 : Dream Team (série télévisée)
- 1999 : D.R.E.A.M. Team (TV)
- 2000 : Thrillseekers: Putt n' Perish (TV)
- 2000 : Reflet mortel (Murder in the Mirror) (TV)
- 2000 : Motocops (Die Motorrad-Cops – Hart am Limit) (série télévisée)
- 2001 : No Problem
- 2004 : Untreu (TV)
- 2005 : Alien Blood (TV)
- 2005 : 1520 par le sang du glaive (The Headsman ou Shadow of the Sword), de Simon Aeby
- 2005 : Crimson Force (TV)
- 2006 : Parlez-moi de Sara (Surrender Dorothy) (TV)
- 2006 : Crossover
- 2017 : Marie de Bourgogne (TV)

## Distinctions

### Récompenses
- Deutscher Filmpreis 2014 : Meilleure musique pour Das finstere Tal
- Festival international des programmes audiovisuels de Biarritz 2015 : FIPA d'or de la meilleure musique originale pour Beautiful girl